# 於根偉
於 根偉（よ こんい、Yu Genwei、1976年8月19日 - ）は、中国の元サッカー選手。元中国代表。ポジションはフォワード。

## 来歴
1997年に中国代表デビュー。1998年以降出場機会は無かったが、2001年8月に代表復帰。2002 FIFAワールドカップ・アジア予選・最終予選では6試合に出場、中国史上初のワールドカップ出場権を獲得した。2002 FIFAワールドカップでは2試合に出場した。2004年までに19試合に出場、2得点をあげた。

## 代表歴

### 出場大会
- 中国代表
  - 2002 FIFAワールドカップ

### 試合数
- 国際Aマッチ 19試合 2得点（1997年-2004年）[1]

| 中国代表 | 国際Aマッチ | 国際Aマッチ |
| 年       | 出場        | 得点        |
| -------- | ----------- | ----------- |
| 1997     | 4           | 0           |
| 1998     | 0           | 0           |
| 1999     | 0           | 0           |
| 2000     | 0           | 0           |
| 2001     | 8           | 1           |
| 2002     | 5           | 0           |
| 2003     | 1           | 0           |
| 2004     | 1           | 1           |
| 通算     | 19          | 2           |